# Ottone III di Baviera
Ottone III di Baviera (Burghausen, 11 febbraio 1261 – Landshut, 9 settembre 1312) fu duca della Bassa Baviera dal 1290 al 1312 e re d'Ungheria dal 1305 al 1307 con il nome di Béla V.

## Biografia
Ottone nacque l'11 febbraio 1261 da Enrico XIII e di Elisabetta d'Ungheria, suoi nonni materni erano Béla IV d'Ungheria e Maria Laskarina (1206 circa-16 luglio o 24 giugno 1270).
Nel 1279 sposò Caterina, figlia di Rodolfo I d'Asburgo all'epoca Re dei Romani. 
Ottone succedette al padre nel 1290, dapprima da solo e poi dal 1294, insieme ai fratelli Ludovico e Stefano, quale duca della Bassa Baviera. Proseguì la politica paterna di opposizione agli Asburgo, cercò di riconquistare i territori della Stiria, che erano stati persi dal Ducato di Baviera nel 1180.
Nella lotta per la successione dopo la morte di Rodolfo I si schierò dalla parte di Adolfo di Nassau col quale combatté contro gli Asburgo nella Battaglia di Göllheim. In seguito alla sconfitta Alberto I d'Asburgo gli sottrasse alcuni territori che vennero assegnati a Venceslao II di Boemia.

### Re d'Ungheria
Nella primavera del 1300, quando il re Andrea III d'Ungheria era ancora in vita parte dei nobili ungheresi indicarono come successore al trono il giovane Carlo Roberto d'Angiò, nipote di Maria d'Ungheria del casato degli Arpadi, la candidatura era fortemente sostenuta dal Papa Bonifacio VIII interessato ad allargare la sua influenza all'Ungheria. Il giovane Carlo Roberto venne incoronato a Esztergom nel 1301 ma la maggioranza dei nobili ungheresi non riconobbe la legittimità dell'incoronazione e si oppose al nuovo re.
I nobili si rivolsero a Venceslao II di Boemia, oppositore degli angioini, e questi accettò la corona per il figlio, Venceslao III di Boemia appena dodicenne che venne quindi incoronato come anti-re nell'agosto del 1301 a Székesfehérvár. In questo caso venne utilizzata la Corona di Santo Stefano, Venceslao assunse il nome di Laszló (Ladislao V d'Ungheria). L'incoronazione venne messa in discussione dal papa e a fronte della forte opposizione da parte del clero e degli Asburgo nel 1304 Venceslao II riportò il figlio e le insegne reali in Boemia.
Nel 1301 la corona ungherese era stata offerta a Ottone III in quanto nipote di Béla IV ma lui aveva rifiutato, nel 1305 decise di accettare la nuova offerta. Nell'agosto del 1305 Venceslao III rinunciò a ogni pretesa sul Regno d'Ungheria (il defunto Béla IV era il nonno di Ottone per parte di madre e il trisnonno di Venceslao per parte di padre), a beneficio di Ottone a cui consegnò le insegne reali.
Ottone raggiunse Buda nel novembre di quell'anno in incognito travestito da mercante. Il 6 dicembre venne incoronato con la corona di Santo Stefano a Székesfehérvár dai vescovi di Veszprém e Csanád cambiando il proprio nome in Béla in onore del nonno.
Mentre governò in Ungheria, il Ducato di Bassa Baviera venne retto dal fratello Stefano. Ottone non si rivelò abile nel rafforzare la propria posizione, nel 1306 il suo principale oppositore Carlo Roberto d'Angiò occupò le città di Esztergom, Zvolen, il Castello di Spiš e altre fortezze nel nord del paese e l'anno dopo arrivò fino a Buda. Nel 1307 Ottone si recò in visita dal voivoda di Transilvania Ladislao III Kán, probabilmente con l'idea di rafforzare la schiera dei suoi alleati verso sud-ovest, Ladislao invece lo imprigionò in uno dei suoi castelli, il 10 ottobre i magnati presenti all'assemblea di Rákos proclamarono Carlo quale loro nuovo re, ma i nobili più potenti quali Matteo Csák, Amadeus Aba e lo stesso Ladislao rifiutarono questa soluzione.  Alla fine, dopo alcuni mesi di prigionia Ottone abdicò al trono ungherese nel 1308, venne consegnato al barone ungherese Ugrin Csák, alleato degli Angiò, liberato dopo il pagamento di un ingente riscatto ed espulso dal paese. Rientrò in Baviera passando dalla Galizia e dalla Slesia. Ospite di Enrico III di Slesia-Glogau si innamorò della figlia Agnes von Glogau che sposò il 18 maggio del 1308 a Straubing.
La storiografia ungherese lo considera come un anti-re nell'interregno dal 1301 al 1310.
Nel 1310 una nuova guerra contro gli Asburgo portò alla devastazione della cittadina di Burghausen, Ottone morì il 9 novembre 1312 e venne succeduto dal figlio Enrico, dividendo però il potere con i cugini Enrico e Ottone, entrambi figli di Stefano. Giovanni I di Baviera, uno dei figli di Enrico XIV, fu l'ultimo duca della bassa Baviera prima che Ludovico il Bavaro non ereditasse entrambi i ducati riunendoli in uno solo.

## Matrimoni ed eredi
Enrico si sposò due volte. La prima volta, nel 1279, con Caterina d'Asburgo, figlia di Rodolfo I. Da questo matrimonio, terminato con la morte di Caterina nel 1282, nacquero due gemelli morti lo stesso anno della loro nascita:
- Rodolfo (1280);
- Enrico (1280).

Ottone successivamente, nel 1309, dopo ventitré anni di vedovanza, sposò Agnese di Slesia-Glogau. Da questo matrimonio nacquero due figli:
- Agnese (1310-1360), che sposò Enrico III di Ortenburg;
- Enrico, che divenne duca con il nome di Enrico IV di Bassa Baviera.

## Ascendenza
|                        |                      |                         | Genitori                  |  |  | Nonni |  |  | Bisnonni              |  |  | Trisnonni           |  |
|                        |                      |                         |                           |  |  |       |  |  | Ludovico I di Baviera |  |  | Ottone I di Baviera |  |
|                        |                      |                         |                           |  |  |       |  |  | Ludovico I di Baviera |  |  | Ottone I di Baviera |  |
|                        |                      | Agnese di Loon          |                           |  |  |       |  |  | Ludovico I di Baviera |  |  |                     |  |
| Ottone II di Baviera   |                      |                         |                           |  |  |       |  |  | Ludovico I di Baviera |  |  |                     |  |
|                        |                      | Ludmila di Boemia       | Federico di Boemia        |  |  |       |  |  |                       |  |  |                     |  |
|                        |                      | Ludmila di Boemia       | Federico di Boemia        |  |  |       |  |  |                       |  |  |                     |  |
|                        |                      | Ludmila di Boemia       | Elisabetta d'Ungheria     |  |  |       |  |  |                       |  |  |                     |  |
| Enrico XIII di Baviera |                      | Ludmila di Boemia       |                           |  |  |       |  |  |                       |  |  |                     |  |
|                        |                      | Enrico V del Palatinato | Enrico il Leone           |  |  |       |  |  |                       |  |  |                     |  |
|                        |                      | Enrico V del Palatinato | Enrico il Leone           |  |  |       |  |  |                       |  |  |                     |  |
|                        |                      | Enrico V del Palatinato | Mathilda d'Inghilterra    |  |  |       |  |  |                       |  |  |                     |  |
| Agnese del Palatinato  |                      | Enrico V del Palatinato |                           |  |  |       |  |  |                       |  |  |                     |  |
|                        |                      | Agnese di Hohenstaufen  | Corrado Hohenstaufen      |  |  |       |  |  |                       |  |  |                     |  |
|                        |                      | Agnese di Hohenstaufen  | Corrado Hohenstaufen      |  |  |       |  |  |                       |  |  |                     |  |
|                        |                      | Agnese di Hohenstaufen  | Irmingard di Henneberg    |  |  |       |  |  |                       |  |  |                     |  |
| Ottone III di Baviera  |                      | Agnese di Hohenstaufen  |                           |  |  |       |  |  |                       |  |  |                     |  |
|                        | Andrea II d'Ungheria | Béla III d'Ungheria     |                           |  |  |       |  |  |                       |  |  |                     |  |
|                        | Andrea II d'Ungheria | Béla III d'Ungheria     |                           |  |  |       |  |  |                       |  |  |                     |  |
|                        | Andrea II d'Ungheria | Agnese d'Antiochia      |                           |  |  |       |  |  |                       |  |  |                     |  |
| Béla IV d'Ungheria     | Andrea II d'Ungheria |                         |                           |  |  |       |  |  |                       |  |  |                     |  |
|                        |                      | Gertrude di Merania     | Bertoldo IV d'Andechs     |  |  |       |  |  |                       |  |  |                     |  |
|                        |                      | Gertrude di Merania     | Bertoldo IV d'Andechs     |  |  |       |  |  |                       |  |  |                     |  |
|                        |                      | Gertrude di Merania     | Agnese di Rochlitz        |  |  |       |  |  |                       |  |  |                     |  |
| Elisabetta d'Ungheria  |                      | Gertrude di Merania     |                           |  |  |       |  |  |                       |  |  |                     |  |
|                        |                      | Teodoro I Lascaris      | Manuel Laskaris           |  |  |       |  |  |                       |  |  |                     |  |
|                        |                      | Teodoro I Lascaris      | Manuel Laskaris           |  |  |       |  |  |                       |  |  |                     |  |
|                        |                      | Teodoro I Lascaris      | Ioanna Karatzaina         |  |  |       |  |  |                       |  |  |                     |  |
| Maria Laskarina        |                      | Teodoro I Lascaris      |                           |  |  |       |  |  |                       |  |  |                     |  |
|                        |                      | Anna Comnena Angelina   | Alessio III Angelo        |  |  |       |  |  |                       |  |  |                     |  |
|                        |                      | Anna Comnena Angelina   | Alessio III Angelo        |  |  |       |  |  |                       |  |  |                     |  |
|                        |                      | Anna Comnena Angelina   | Eufrosina Ducena Camatera |  |  |       |  |  |                       |  |  |                     |  |
|                        |                      | Anna Comnena Angelina   |                           |  |  |       |  |  |                       |  |  |                     |  |